# Круглов, Григорий Михайлович
Григорий Михайлович Круглов (8 августа 1927 года — 26 августа 2018 года) — советский живописец. Народный художник РБ (1996). Член Союза художников СССР (1968). Участник Великой Отечественной войны.

## Биография
Круглов Григорий Михайлович родился 8 августа 1927 года в с. Саконы Алексеевского района ТАССР.
Специального образования не имеет. Учась в школе 9 лет, посещал изостудию Дома пионеров, во время службы занимался в художественной студии Дальневосточного военного округа. В годы Великой Отечественной войны участвовал в войне с Японией, освобождая Маньчжурию и Корею. Служил радистом-стрелком батальона связи 18-го запасного стрелкового полка 1-го Дальневосточного фронта.
С 1950 года живёт и работает в Уфе.
В 1951—1985 годах работал художником Башкирского творческо-производственного комбината, одновременно занимался в изостудии под руководством художника-педагога Владимира Степановича Сарапулова.
В художественных выставках участвует с 1953 года.
Работы находятся в коллекциях БГХМ, Музея боевой славы, Музея МВД, в музеях и частных собраниях в России и за рубежом.

## Творчество
Портреты «Заслуженный художник БАССР А. В. Храмов» (1960), «Полный кавалер ордена Славы Г. М. Подденежный» (1975), «Партизан» (2002), жены (1956), отца (1970), матери (1971). Жанровые полотна К. «Встреча М.Горького с И.Поддубным» (1959), «Встреча Мустая Карима с земляками» (1989), «Праздник гусиного пера» (1984), картины, посвященные М. М. Шаймуратову: «В штабе дивизии М.Шаймуратова» (1989), «Последний бой генерала Шаймуратова» (2006), пейзажи и натюрморты: «Мостик» (1987), «Рыбы» (1999) и др.

## Выставки
Персональные выставки в Уфе (1961, 1993, 1999, 2003, 2004).

## Награды и звания
Народный художник РБ (1996)
Заслуженный художник БАССР (1990).
Орден Отечественной войны II степени (1985)
Медали «За Победу над Японией» (1946), «За освобождение Кореи» (1946), «30 лет Советской Армии и Флоту» (1948), «Двадцать лет Победы в Великой Отечественной войне 1941—1945 гг.» (1965), «Тридцать лет Победы в Великой Отечественной войне 1941—1945 гг.» (1975), «60 лет Вооруженных Сил СССР» (1978), «Сорок лет Победы в Великой Отечественной войне 1941—1945 гг.» (1985), «Ветеран труда» (1987), «70 лет Вооруженных Сил СССР» (1988), «Пятьдесят лет Победы в Великой Отечественной войне 1941—1945 гг.», медаль Г. А. Жукова (1995), «Шестьдесят лет Победы в Великой Отечественной войне 1941—1945 гг.» (2005), «Шестьдесят пять лет Победы в Великой Отечественной войне 1941—1945 гг.» (2010)
Почётная грамота Президиума Верховного Совета Башкирской АССР (1962).
«Отличник культурного шефства над селом» (1972).